# بزاق بحر علا خلف عاري الخياشيم
بُزاق بحر عُلا خلف عاري الخياشيم (بالإنجليزية: Ola Khalaf’s Nudibranch) أو بُزاق بحر خورفكان الأبيض عاري الخياشيم (بالإنجليزية: Khorfakkan White Dorid Nudibranch) وإسمه العِلمي ديافورودوريس عُلا خلفي، 2017 (بالإنجليزية: Diaphorodoris olakhalafi Khalaf, 2017).
بُزاق بحر عُلا خلف عاري الخياشيم من الحيوانات الرخوية البطنية القدم البحرية، والتي تتبع عائلة كاليسيدوريديدي (Calycidorididae)  وهي إحدى أنواع البُزاق البحري، والتي تعيش في المناطق المُرجانية والصخرية في خليج عُمان، وتم تسجيلها من الساحل الشرقي لدولة الإمارات العربية المُتحدة، والساحل الشرقي لمُحافظة مُسندم العُمانية.

## التسمية العِلمية
قام عالم الحيوان الفلسطيني الألماني أ. د. نعمان (نورمان) علي خلف اليافاوي بدراسة وتصنيف وإعطاء الاسم العِلمي لنوعاً جديداً وغير مُسمى من بُزاق البحر. وتمت تسميته عِلمياً «ديافورودوريس عُلا خلفي خلف، 2017» (Diaphorodoris olakhalafi Khalaf, 2017). وقد تمت تسمية اسم النوع olakhalafi   باللغة اللاتينية ، نسبة إلى مُدربة الغوص وأستاذة التصوير الفوتوغرافي تحت المائي «عُلا خلف» (زوجة المُصنف) كهدية خاصة بعد عشرين سنة من الزواج.

## الصفات الخارجية
يُعتبر هذا النوع من البُزاق البحري صغيراً للغاية حيث لا يتجاوز طوله 5 ملليمترات. ويكون شكل الجسم ممدوداً بيضاوي الشكل وأبيض اللون، وتكون نهايتي جسمها مُدورة غير حادة. وتُغطي العباءة الجسمية حُديبات أو بُروزات صغيرة مخروطية الشكل ذات لون أبيض وأصفر. وتوجد 5 إلى 6 خياشيم عارية على السطح الظهري للجسم. وله قرني إستشعار حسية ذات لون بُرتقالي - أحمر. ويوجد شريط أصفر اللون على حواف العباءة الجسمية والقدم.

## الغذاء
يتغذى بُزاق البحر على الحيوانات البحرية اللافقارية الصغيرة.

## الانتشار
انتشار هذا النوع محدود في خليج عُمان حيث تم تسجيله في المناطق المُرجانية والصخرية في بحر خورفكان والفجيرة ودبا على الساحل الشرقي لدولة الإمارات العربية المتحدة، وكذلك على الساحل الشرقي لمُحافظة مُسندم العُمانية على أعماق من 2 – 20 متراً.

## وصلات خارجية
نوع جديد من بُزاق البحر عاري الخياشيم من خليج عُمان: ديافورودوريس عُلا خلفي خلف، 2017 . https://issuu.com/dr-normanalibassamkhalaf/docs/nudibranch_ola_khalaf
 بُزاق بحر عُلا خلف عاري الخياشيم في قائمة تصنيف الحيوانات العالمية. http://www.biolib.cz/en/taxon/id1222805
بُزاق بحر عٌلا خلف عاري الخياشيم في الموسوعة الأحيائية العالمية. http://www.eol.org/collections/131000
بُزاق بحر عُلا خلف ديافورودوريس عُلا خلفي خلف، 2017 . https://issuu.com/dr-norman-ali-khalaf/docs/ola_khalaf_nudibranch_arabic